# مایکل روکه
مایکل روکه (انگلیسی: Michael Rocque؛ زادهٔ ۱ ژانویهٔ ۱۸۹۹) بازیکن هاکی روی چمن اهل هند است.
وی به‌همراه تیم ملی هاکی روی چمن مردان هند به قهرمانی بازی‌های المپیک تابستانی ۱۹۲۸ دست پیدا کرده‌است.